# Tuamgraney
Tuamgraney (irisch Tuaim Gréine; deutsch: „der Grabhügel der Grian“) ist ein Ort im County Clare im mittleren Westen der Republik Irland. Gemeinsam mit dem Ort Scarriff bildet Tuamgraney eine statistische Einheit (Scarriff–Tuamgraney). Die Einwohnerzahl beider Orte wurde bei der Volkszählung 2022 mit 854 Personen ermittelt. Allein im Dorf Tuamgraney wohnten 189 Einwohner.

## Lage
Tuamgraney liegt etwa 28 Kilometer nordnordöstlich von Limerick und etwa 29 Kilometer ostnordöstlich von Ennis am Scarriff River und am südwestlichen Rand des Lough Derg. In Tuamgraney kreuzen sich die R352 und die R463.

## Geschichte
Westlich der Ortschaft befindet sich der Menhir von Callaghy, der auf eine frühe Besiedlung der Gegend schließen lässt.
Der Name Grian (Genitiv Gréine) geht auf eine irische Gottheit, die eine Allegorie der Sonne (irisch grian) darstellt, zurück. Der Legende nach soll dort auf einem Hügel die Tochter eines Hochkönigs, die so schön wie die Sonne war, sich selbst getötet haben. 
Aus den Annalen von Inisfallen werden ab dem 8. Jahrhundert Äbte von Tuamgraney erwähnt. Die Kirche soll vom heiligen Crónán († 640) gegründet worden sein. Die St. Crónán’s Church ist wohl eine der ältesten noch genutzten Kirchen Irlands und datiert auf das 10. Jahrhundert.
Die Familie O’Grady war im 16. Jahrhundert Eigentümerin der beiden Castles von Scarriff und Tuamgraney. Das Tower House ist als Ruine noch zu sehen. 
In Erinnerung an das Easter Rising wurde der Park Garden of Remembrance angelegt.

## Persönlichkeiten
- Edward MacLysaght (1887–1986), Genealoge und unabhängiger Senator, ist auf den Friedhof von St. Cronán’s begraben
- Edna O’Brien (1930–2024), Schriftstellerin
- Frank Blake (* 1996), Schauspieler

## Sehenswürdigkeiten
- Die Ruine des Tower House der O’Gradys
- St. Crónán’s Church, an der Kirche befindet sich auch ein Mahnmal der Großen Hungersnot

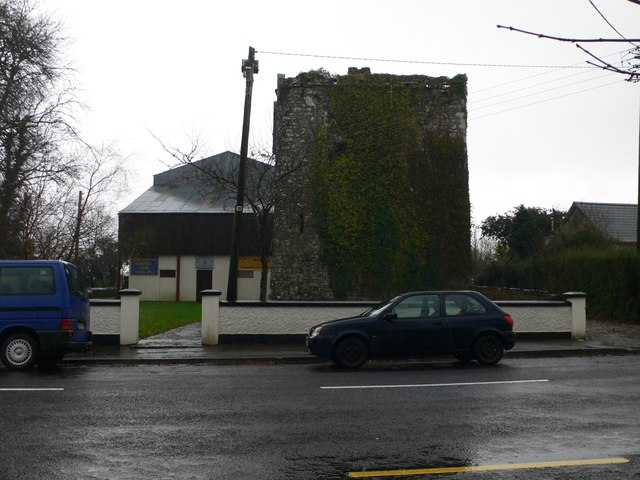
Das Tower House
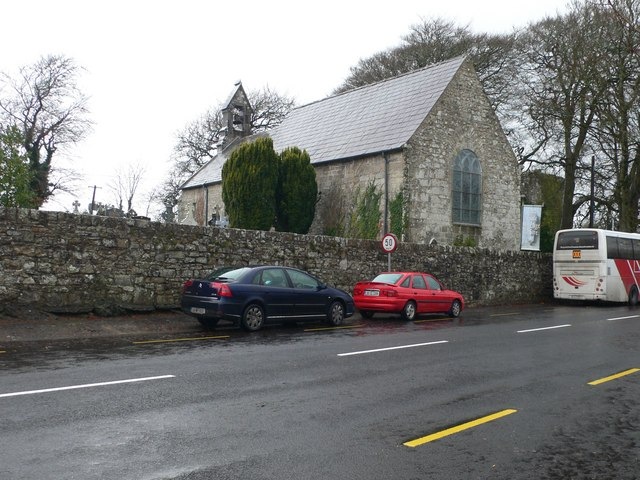
St. Cronán’s Church
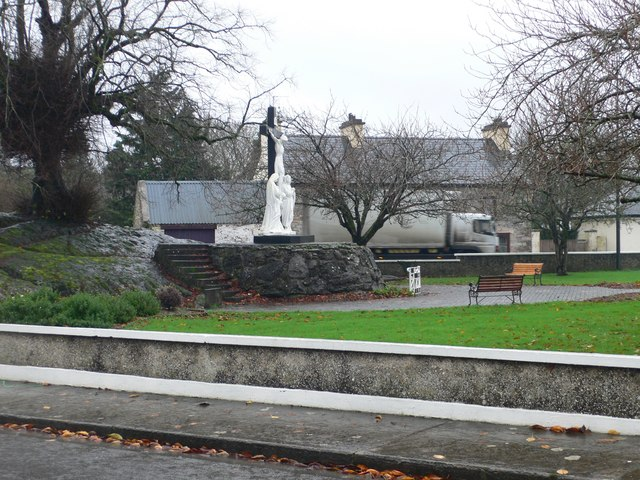
Der Garten der Erinnerung